# L'Aquila Rugby 2008-2009
Nella stagione 2008-2009 L’Aquila disputò il campionato di Serie A1 classificandosi al terzo posto e ottenendo l'accesso ai play off.
Dopo aver vinto le semifinali contro la S.S. Lazio fu sconfitta in finale da I Cavalieri mancando quindi la promozione in Super 10.
Tuttavia il 10 giugno 2009, a causa della mancata iscrizione della Capitolina, giunse il ripescaggio in massima serie.
La stagione fu segnata dal terremoto che colpì L'Aquila il 6 aprile 2009; la società perse un giocatore nel sisma, Lorenzo Sebastiani, ma portò a termine il campionato.
Le ultime partite interne, compresa la semifinale play off, furono ospitate a Roma e a Roseto degli Abruzzi vista l'inagibilità delle strutture aquilane.

## Incontri

### Serie A1

#### Andata
- 5 ottobre 2008 - L'Aquila - Livorno 55-17
- 12 ottobre 2008 - Piacenza - L'Aquila 10-16
- 19 ottobre 2008 - Firenze 1931 - L'Aquila 10-26
- 26 ottobre 2008 - L'Aquila - Udine 47-24
- 2 novembre 2008 - Lazio - L'Aquila 0-30
- 16 novembre 2008 - L'Aquila - Amatori Milano 49-22
- 23 novembre 2008 - Colorno - L'Aquila 37-15
- 30 novembre 2008 - L'Aquila - Amatori Alghero 75-7
- 7 dicembre 2008 - I Cavalieri - L'Aquila 21-10
- 14 dicembre 2008 - L'Aquila - San Donà 39-16
- 21 dicembre 2008 - San Marco - L'Aquila 19-20

#### Ritorno
- 11 gennaio 2009 - Livorno - L'Aquila 7-12
- 18 gennaio 2009 - L'Aquila - Piacenza 49-5
- 25 gennaio 2009 - L'Aquila - Firenze 1931 42-0
- 1º febbraio 2009 - Udine - L'Aquila 12-6
- 22 febbraio 2009 - L'Aquila - Lazio 13-15
- 8 marzo 2009 - Amatori Milano - L'Aquila 17-24
- 29 marzo 2009 - L'Aquila - Colorno 43-10
- 5 aprile 2009 - Amatori Alghero - L'Aquila 14-19
- 10 maggio 2009 - L'Aquila - I Cavalieri 72-13 (disputata a Roma[3])
- 26 aprile 2009 - San Donà - L'Aquila 8-36
- 3 maggio 2009 - L'Aquila - San Marco 32-34 (disputata a Roma[4])

#### Play off

##### Semifinali
- 17 maggio 2009 - L'Aquila - Lazio 16-10 (disputata a Roseto degli Abruzzi[5])
- 23 maggio 2009 - Lazio - L'Aquila 7-3

##### Finale
| Arbitro: | Paolo Ventura (Roma) |

|                                     |      |                                     |
| 24’ Burton 33’ Villagra 81’ Murgier | mt   |                                     |
| 24’, 81’ Burton                     | tr   |                                     |
| 1’, 94’ Burton                      | c.p. | 7’, 26’, 47’, 50’, 78’, 88’ Sweeney |